# Malatesta Montefeltro de Pietrarubbia
Malatesta Montefeltro de Pietrarubbia va ser fill de Tadeu II Montefeltro, al que va succeir el 1282 com a comte sobirà de Pietrarubbia associat a son germà Corrado Montefeltro de Pietrarubbia. Va fugir del comtat el 1298 al revoltar-se el poble.
Es va casar el 1324 amb Simona Malatesta, filla de Malatesta I de Verucchio, senyor de Rímini.